# Acteopan
Acteopan är en kommunhuvudort i Mexiko.   Den ligger i kommunen Acteopan och delstaten Puebla, i den sydöstra delen av landet, 90 km sydost om huvudstaden Mexico City. Acteopan ligger 1 619 meter över havet och antalet invånare är 2 914.
Terrängen runt Acteopan är huvudsakligen kuperad, men den allra närmaste omgivningen är platt. Runt Acteopan är det ganska tätbefolkat, med 86 invånare per kvadratkilometer. Närmaste större samhälle är Tetela del Volcán, 14,4 km norr om Acteopan. I omgivningarna runt Acteopan växer huvudsakligen savannskog.